# Аналіз літературного твору
Аналіз літературного твору — логічна процедура, сутність якої полягає у розчленуванні цілісного літературного твору на компоненти, елементи, в розгляді кожного з них зокрема та у взаємозв'язках з метою осягнення, характеристики своєрідності цього твору. Аналіз літературного твору опосередковується розумінням специфіки художньої літератури і структури літературного твору, його безпосереднім естетичним сприйняттям.
Мета, предметна спрямованість свідомості аналітика, застосовані при цьому методи визначають види аналізу літературного твору (естетичний, психологічний, соціологічний тощо), які можуть здійснюватися різними шляхами (проблемно-тематичний, пообразний, цілісний, «за автором» (повільне читання).

## Аналіз та інтерпретація
Аналіз літературного твору обстоюється і традиційно здійснюється прихильниками описової поетики, яка бере свій початок з «Поетики» Арістотеля. Літературознавчі школи, які продовжують традиції, започатковані Платоном, розробляють засади і методику рецептивної поетики, замість аналізу літературного твору здійснюють його інтерпретацію.
Аналіз літературного твору та його інтерпретація дуже близькі, тому прихильники прагматичної поетики тепер вживають спарений термін «аналіз-інтерпретація», який передає поняття про сукупність аналітико-синтезованих процедур, методів, прийомів, що використовуються в складному процесі осягнення своєрідності завершеного літературного твору, зафіксованого в тексті.
Аналіз літературного твору, його інтерпретація є складовими методології літературознавства, вивчення художньої літератури, дослідження її історії. У «новій критиці» США та Англії Аналіз літературного твору означає вирізнення елементів структури твору, пояснення їх значень у синтезованих символах, метафорах, синтаксичних структурах.

## Критика
Деякі митці і теоретики відкидають потребу аналізу літературного твору, визнаючи необхідність його для осягнення і розуміння тільки естетичного сприйняття твору.
Також сучасні літературознавці протестують проти розділення форми і змісту при аналізу літературного твору, оскільки кожен елемент художнього твору пов'язаний з його цілістю. Представник тартуської філософської школи Ю. Лотман у праці «Структура художнього тексту» пропонує поділити текст на ідейну структуру. 